# Discografia dei Mayday Parade
La discografia dei Mayday Parade, gruppo musicale statunitense attivo dal 2005, si compone di sette album in studio, 6 EP (di cui uno dal vivo) e trentotto singoli.

## Discografia

### Album in studio
| Anno | Titolo                                                                                                  | Classifiche | Classifiche | Classifiche | Classifiche |
| Anno | Titolo                                                                                                  | US          | US Alt.     | US Rock     | US Ind.     |
| ---- | --- | ----------- | ----------- | ----------- | ----------- |
| 2007 | A Lesson in Romantics - Data di pubblicazione: 10 luglio - Etichetta: Fearless Records                  | —           | —           | —           | 31          |
| 2009 | Anywhere but Here - Data di pubblicazione: 6 ottobre - Etichetta: Fearless Records, Atlantic Records    | 31          | 8           | 12          | —           |
| 2011 | Mayday Parade - Data di pubblicazione: 4 ottobre - Etichetta: Fearless Records, Independent Label Group | 12          | 4           | 5           | 2           |
| 2013 | Monsters in the Closet - Data di pubblicazione: 8 ottobre - Etichetta: Fearless Records                 | 10          | 4           | 4           | 2           |
| 2015 | Black Lines - Data di pubblicazione: 9 ottobre - Etichetta: Fearless Records                            | 21          | 1           | 1           | 3           |
| 2018 | Sunnyland - Data di pubblicazione: 15 giugno - Etichetta: Rise Records                                  | 104         | 7           | 14          | 9           |
| 2021 | What It Means to Fall Apart - Data di pubblicazione: 19 novembre - Etichetta: Rise Records              | —           | —           | —           | —           |

### EP
| Anno | Titolo                                                                                             | Classifiche | Classifiche | Classifiche |
| Anno | Titolo                                                                                             | US          | US Alt.     | US Rock     |
| ---- | -------------------------------------------------------------------------------------------------- | ----------- | ----------- | ----------- |
| 2006 | Tales Told by Dead Friends - Data di pubblicazione: 7 novembre - Etichetta: Fearless Records       | —           | —           | —           |
| 2011 | Valdosta - Data di pubblicazione: 8 marzo - Etichetta: Fearless Records, Atlantic Records          | 127         | 19          | 30          |
| 2020 | Out Of Here - Data di pubblicazione: 16 ottobre - Etichetta: Rise Records                          | —           | —           | —           |
| 2021 | Live At Screaming Eagle - Data di pubblicazione: 15 gennaio - Etichetta: Rise Records              | —           | —           | —           |
| 2024 | Mayday Parade Lofi (con Less Gravity) - Data di pubblicazione: 8 marzo - Etichetta: autopubblicato | —           | —           | —           |
| 2025 | Sweet - Data di pubblicazione: 18 aprile - Etichetta: autopubblicato                               | —           | —           | —           |
| 2025 | Sad - Data di pubblicazione: 3 ottobre - Etichetta: autopubblicato                                 | —           | —           | —           |

### Singoli
| Anno | Titolo | Classifiche | Classifiche     | Album di provenienza        |
| Anno | Titolo | US Rock     | US Rock Digital | Album di provenienza        |
| ---- | --- | ----------- | --------------- | --------------------------- |
| 2007 | When I Get Home, You're So Dead | —           | —               | A Lesson in Romantics       |
| 2008 | Jamie All Over | —           | —               | A Lesson in Romantics       |
| 2009 | The Silence | —           | —               | Anywhere but Here           |
| 2010 | Kids in Love | —           | —               | Anywhere but Here           |
| 2010 | Anywhere but Here | —           | —               | Anywhere but Here           |
| 2010 | In My Head (cover di Jason Derulo) | —           | —               | Punk Goes Pop 3             |
| 2011 | Oh Well, Oh Well | —           | —               | Mayday Parade               |
| 2011 | When You See My Friends | —           | —               | Mayday Parade               |
| 2012 | Somebody That I Used to Know (feat. Vic Fuentes) [cover di Gotye]                                                                                        | 18          | 16              | Punk Goes Pop 5             |
| 2013 | Ghosts | —           | —               | Monsters in the Closet      |
| 2013 | Girls | —           | —               | Monsters in the Closet      |
| 2014 | Comedown (cover dei Bush) | —           | —               | Punk Goes 90's 2            |
| 2015 | Keep in Mind, Transmogrification Is a New Technology | —           | —               | Black Lines                 |
| 2015 | One of Them Will Destroy the Other (feat. Dan Lambton)                                                                                                   | —           | —               | Black Lines                 |
| 2016 | Letting Go | —           | —               | Black Lines                 |
| 2016 | Let's Be Honest | —           | —               | Black Lines                 |
| 2016 | The Problem With the Big Picture Is That It's Hard to See                                                                                                | —           | —               | Black Lines                 |
| 2018 | Piece of Your Heart | —           | —               | Sunnyland                   |
| 2018 | It's Hard To Be Religious When Certain People Are Never Incinerated by Bolts of Lightning                                                                | —           | —               | Sunnyland                   |
| 2019 | Sunnyland | —           | —               | Sunnyland                   |
| 2019 | Never Sure | —           | —               | Sunnyland                   |
| 2019 | Looks Red, Tastes Blue | —           | —               | Sunnyland                   |
| 2019 | I'm With You | —           | —               | —                           |
| 2020 | It Is What It Is | —           | —               | —                           |
| 2020 | I Want to Hold Your Hand (feat. Travis Clark, John O'Callaghan, Joe Taylor, Dan Lambton Collin Walsh, Dallas Molster, Nick Veno) [cover dei The Beatles] | —           | —               | —                           |
| 2020 | Lighten Up Kid | —           | —               | Out Of Here                 |
| 2020 | I'm With You (live acoustic) | —           | —               | —                           |
| 2021 | Kids of Summer | —           | —               | What It Means to Fall Apart |
| 2021 | Bad at Love | —           | —               | What It Means to Fall Apart |
| 2021 | One for the Rocks and One for the Scary | —           | —               | What It Means to Fall Apart |
| 2021 | Golden Days | —           | —               | What It Means to Fall Apart |
| 2021 | Think of You | —           | —               | What It Means to Fall Apart |
| 2022 | No Heroes Allowed (acoustic) | —           | —               | —                           |
| 2022 | Losing My Mind | —           | —               | —                           |
| 2022 | Thunder | —           | —               | —                           |
| 2023 | More Like a Crash | —           | —               | —                           |
| 2023 | Got Me All Wrong | —           | —               | —                           |
| 2023 | Miracle | —           | —               | —                           |
| 2024 | Pretty Good to Feel Something | —           | —               | —                           |
| 2025 | By the Way | —           | —               | Sweet                       |
| 2025 | Towards You | —           | —               | Sweet                       |
| 2025 | Under My Sweater | —           | —               | Sad                         |

### Altre canzoni entrate in classifica
| Titolo            | Anno | Posizione raggiunta | Certificazioni                              | Album                 |
| Titolo            | Anno | US Rock Digital     | Certificazioni                              | Album                 |
| ----------------- | ---- | ------------------- | ------------------------------------------- | --------------------- |
| Stay              | 2011 | 26                  | —                                           | Mayday Parade         |
| Miserable at Best | 2017 | —                   | - RIAA: Oro Stati Uniti (vendite: 500 000+) | A Lesson in Romantics |

### Apparizioni in compilation
- 2007 – Punk Goes Acoustic 2
- 2009 – Punk Goes Pop 2
- 2010 – Punk Goes Classic Rock
- 2010 – Punk Goes Pop 3
- 2010 – Take Action! Vol. 9
- 2012 – Punk Goes Pop 5
- 2014 – Punk Goes 90's 2
- 2018 – 2018 Warped Tour Compilation
- 2019 – Punk Goes Acoustic 3
- 2019 – Songs That Saved My Life Vol. 2
- 2024 – A Whole New Sound

## Videografia

### Video musicali
- 2007 – Black Cat (live)
- 2007 – When I Get Home, You're So Dead
- 2008 – Jamie All Over
- 2008 – Miserable at Best
- 2009 – The Silence
- 2009 – Anywhere but Here (live)
- 2010 – Kids in Love
- 2010 – Get Up (live)
- 2011 – Oh Well, Oh Well
- 2011 – When You See My Friends (live)
- 2012 – Stay
- 2013 – Ghosts
- 2014 – Hold onto Me
- 2015 – Keep in Mind, Transmogrification Is a New Technology
- 2015 – One of Them Will Destroy the Other
- 2016 – Letting Go
- 2016 – Let's Be Honest
- 2016 – The Problem With the Big Picture Is That It's Hard to See
- 2017 – Black Cat
- 2018 – Piece Of Your Heart
- 2018 – It's Hard To Be Religious When Certain People Are Never Incinerated by Bolts of Lightning
- 2019 – Sunnyland
- 2019 – Never Sure
- 2019 – Looks Red, Tastes Blue
- 2019 – I'm With You
- 2020 – I Want to Hold Your Hand
- 2020 – Lighten Up Kid
- 2020 – First Train
- 2020 – I Can Only Hope
- 2021 – It Is What It Is (live)
- 2021 – First Train (acoustic)
- 2021 – I Can Only Hope (acoustic)
- 2021 – Kids of Summer
- 2021 – Bad at Love
- 2021 – One for the Rocks and One for the Scary
- 2021 – Golden Days
- 2021 – Think of You
- 2022 – Angels Die Too (lyric)
- 2023 – More Like a Crash
- 2023 – Got Me All Wrong (lyric)
- 2023 – Miracle
- 2024 – Pretty Good to Feel Something